# Kurotaki
Kurotaki (jap. 黒滝村 Kurotaki-mura) – wieś w Japonii, na wyspie Honsiu, w prefekturze Nara. Według danych na rok 2020 miejscowość zamieszkiwało 623 mieszkańców , a gęstość zaludnienia wyniosła 13,1 os./km².